# Ерастов, Михаил Иванович
Михаил Иванович Ерастов (7 ноября 1909, Степачёво, Судогодский район, Ивановская область (ныне Владимирская область) — дата смерти неизвестна) — советский военный деятель, генерал-лейтенант.

## Биография
Родился в 1909 году в деревне Степачёво. Член КПСС.
С 1928 года — на военной службе. В 1928—1968 гг. — красноармеец, на руководящей штабной работе в Рабоче-Крестьянской Красной Армии, участник Великой Отечественной войны, помощник начальника оперативного отдела штаба Западного фронта, начальник оперативного отдела штаба 5-й армии, участник советско-японской войны, на командных и штабных должностях в Советской Армии, начальник штаба Приволжского военного округа.
Умер до 1985 года.